# Autóbusz-állomás

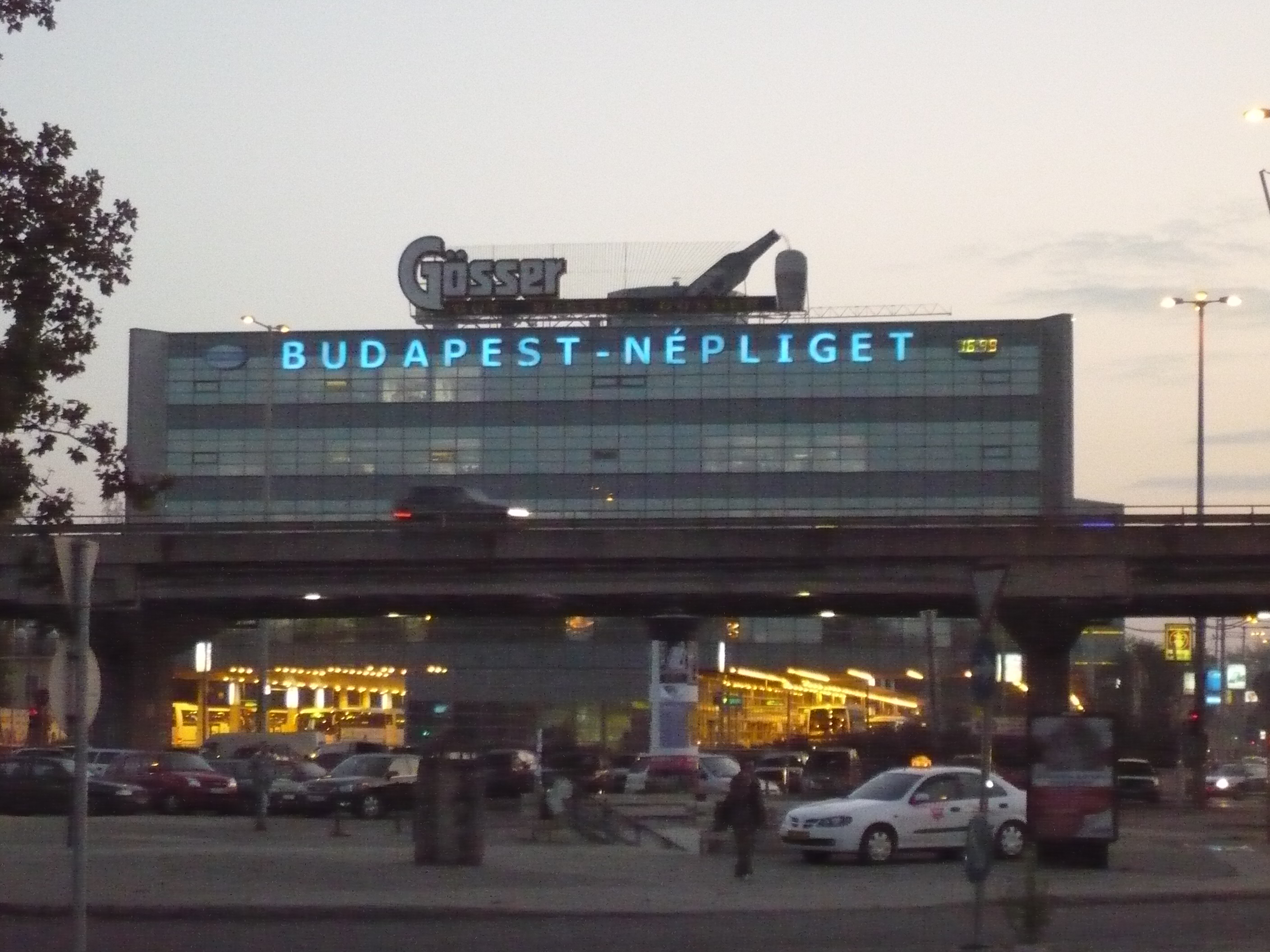
A budapesti Népliget autóbusz-pályaudvar

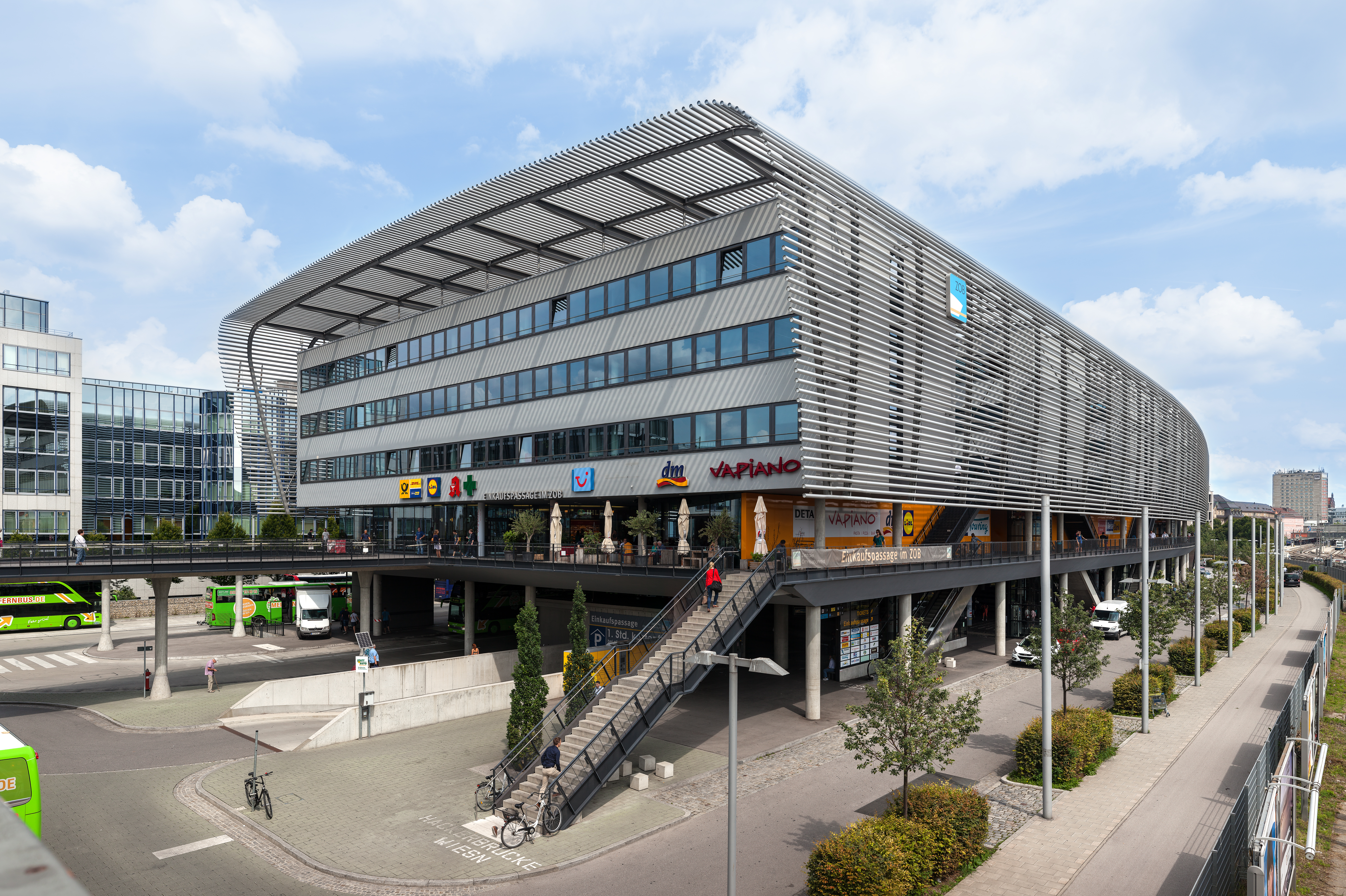
Zentraler Omnibusbahnhof München

Az autóbusz-állomás vagy más néven buszpályaudvar olyan hely, ahol a városi vagy a helyközi buszok megállnak, és ahol az utasok fel- és leszállhatnak. A buszgarázs kifejezés olyan helyet jelent, ahol az autóbuszok várakoznak, és javítják, karbantartják azokat. A buszpályaudvar nagyobb, mint egy buszmegálló, amely általában egyszerűen az út szélén található hely, ahol a buszok megállhatnak.
A nagyobb buszállomásokon többféle szolgáltatás is az utasok rendelkezésére áll, mint például WC, étkezési lehetőség, csomagmegőrző, parkoló, újságos, váróterem, jegypénztár vagy jegyautomata.
A buszállomásoknál szinte mindig van átszállási lehetőség valamilyen másik tömegközlekedési rendszerre is (vonat, villamos, metró).

## Csoportosításuk
Lehet átszálló állomás, ahol több járat is áthalad, majd folytatja az útját, vagy pedig végállomás, ahol minden járat útvonala véget ér.
Az autóbusz-állomás peronjait fix buszvonalakhoz lehet rendelni, vagy pedig dinamikus utastájékoztató rendszerrel lehet jelezni, hogy melyik peronról (vagy kocsiállásról) melyik járat fog indulni. Utóbbihoz kevesebb peronra van szükség, de nem biztosítja az utas számára azt a kényelmet, hogy a peront jó előre felkereshesse, és ott várakozhasson.

## Akadálymentesített állomás
Az akadálymentesített állomás olyan tömegközlekedési állomás, amely könnyű hozzáférést biztosít, és nem rendelkezik fizikai akadályokkal, amelyek lehetetlenné teszik és/vagy korlátozzák a fogyatékossággal élő személyek, beleértve a kerekesszéket is használók szabad, akadálymentes közlekedését.

## Legnagyobb autóbusz-állomások
Az indiai Csennaiban található Chennai Mofussil buszpályaudvar 37 hektáros (150 000 m²), az ázsiai térség legnagyobb autóbusz-állomása.
A szingapúri Woodlands ideiglenes autóbusz-csomópont szintén a világ egyik legforgalmasabb autóbusz-csomópontja, amelyet napi 400 000 utas használ 42 autóbuszjáraton. A városállamban fekvő Bedok és Tampines buszpályaudvarok naponta hasonló utasforgalmakat bonyolítanak le.
Európa legnagyobb föld alatti buszállomása a 2006-ban elkészült finnországi Helsinkiben található Kamppi Center. A terminál elkészítése 100 millió euróba került, a tervezés és az építés 3 évig tartott. Ma a 25 000 négyzetméter alapterületű buszterminál a legforgalmasabb buszpályaudvar Finnországban. Naponta a terminálról körülbelül 700 busz indul, és körülbelül 170 000 utas használja.
A Lancashire-i Preston buszpályaudvarát, amelyet 1969-ben építettek, majd később a műemlékvédelmi listán szerepelt, 2014-ben úgy jellemezték, hogy "attól függően, hogy hogyan mérik, a világ legnagyobb buszpályaudvara, a második legnagyobb Európában és a leghosszabb Európában". 2018-ban teljesen felújították.
(Az indiai Delhiben található Millennium Park Buszállomás a világ legnagyobb buszállomása, de nem fogad utasokat.)